# Veniliornis lignarius
Veniliornis lignarius е вид птица от семейство Picidae.

## Разпространение
Видът е разпространен в Аржентина, Боливия и Чили.